# Lucjan Lis
Lucjan Lis (Bytom, 8 de agosto de 1950-Radom, 26 de enero de 2015) fue un ciclista polaco que corrió entre finales de la década de los 60 i principios de los 70.
En 1972 participó en los Juegos Olímpicos de Múnich, donde ganó una medalla de plata en la contrarreloj por equipos, junto a Ryszard Szurkowski, Edward Barcik y Stanisław Szozda. También destacó en la Vuelta a Polonia de 1973.
Su hijo Lucas también se ha dedicado al ciclismo profesional.

## Palmarés
- 1972
  - Vencedor de una etapa de la Viena-Rabenstein-Gresten-Viena
  - 2º en el Campeonato Olímpico en contrarreloj por equipos
- 1973
  - Campeonato del mundo en contrarreloj por equipos  
  - 1º en la Vuelta a Polonia y vencedor de una etapa